# Явручей
Явручей — ручей в России, протекает по межселённой территории Онежского района Архангельской области. Длина ручья — 14 км, площадь водосборного бассейна — 60,1 км².

## Общие сведения
Ручей берёт начало из болота без названия на высоте выше 175,5 м над уровнем моря и далее течёт по полностью заболоченной местности.
Притоки у Явручья отсутствуют.
Впадает на высоте 166,7 м над уровнем моря в озеро Тун, через которое протекает река Илекса, впадающая в Водлозеро.
Населённые пункты на ручье отсутствуют.
Код объекта в государственном водном реестре — 01040100312202000016409.